# Polyura hamastiformis
Polyura hamastiformis är en fjärilsart som beskrevs av Martin. Polyura hamastiformis ingår i släktet Polyura och familjen praktfjärilar. Inga underarter finns listade i Catalogue of Life.